# 1646
1646 (MDCXLVI) je bilo navadno leto, ki se je po gregorijanskem koledarju začelo na ponedeljek, po 10 dni počasnejšem julijanskem koledarju pa na četrtek.

## Dogodki
- 1. januar

## Rojstva
- 16. april - Jules Hardouin-Mansart, francoski arhitekt († 1708)
- 5. junij - Elena Lucrezia Cornaro Piscopia, italijanska filozofinja († 1684)
- 1. julij - Gottfried Wilhelm Leibniz, nemški filozof, matematik, fizik, zgodovinar, jezikoslovec, knjižničar, diplomat lužiško srbskega porekla († 1716)
- 19. avgust - John Flamsteed, angleški astronom († 1719)